# Istentiszteleti és Szentségi Kongregáció
Az Istentiszteleti és Szentségi Kongregáció (latinul: Congregatio de Cultu Divino et Disciplina Sacramentorum) a Római Kúria egyik hivatala (dikasztériuma), amelyhez minden hozzátartozik, ami a katolikus liturgia, illetve a szentségek ügyének előmozdításával és rendjével kapcsolatos, valamint azok a kérdések, amelyek ebben a tárgykörben meghaladják a megyés püspökök és a püspöki konferenciák hatáskörét.

## Története
Két elődje is van. Egyik a Rítuskongregáció (latinul Congregatio Sacrorum Rituum), amelyet V. Szixtusz pápa 1588-ban hozott létre a latin és keleti rítusok, valamint a szentté avatások ügyeinek intézésére. X. Piusz pápa 1908-ban ennek hatáskörét csak a latin szertartásra korlátozta, és ugyanekkor, június 29-én, létrehozta a másik elődöt is, a Szentségi Kongregációt (Sacra Congregatio de Disciplina Sacramentorum).
VI. Pál pápa 1969. május 8-án a Rítuskongregációt Szenttéavatási Ügyek Kongregációjára és Istentiszteleti Kongregációra osztotta szét; 1975. július 11-én pedig a Constans nobis apostoli konstitúciójában az Istentiszteleti Kongregációt és a Szentségi Kongregációt Istentiszteleti és Szentségi Kongregáció néven egyesítette.
II. János Pál pápa 1984. április 5-én ismét szétválasztotta őket, elkülönítve az inkább liturgikus-kultikus és a túlnyomóan jogi, fegyelmi teendőket. 1988. június 28-án a Pastor Bonus kezdetű apostoli rendelkezéssel végül újra egyetlen kongregáció lett a kettőből, s így a megszentelői feladat gyakorlásával kapcsolatos témakör újra egy kézbe került.

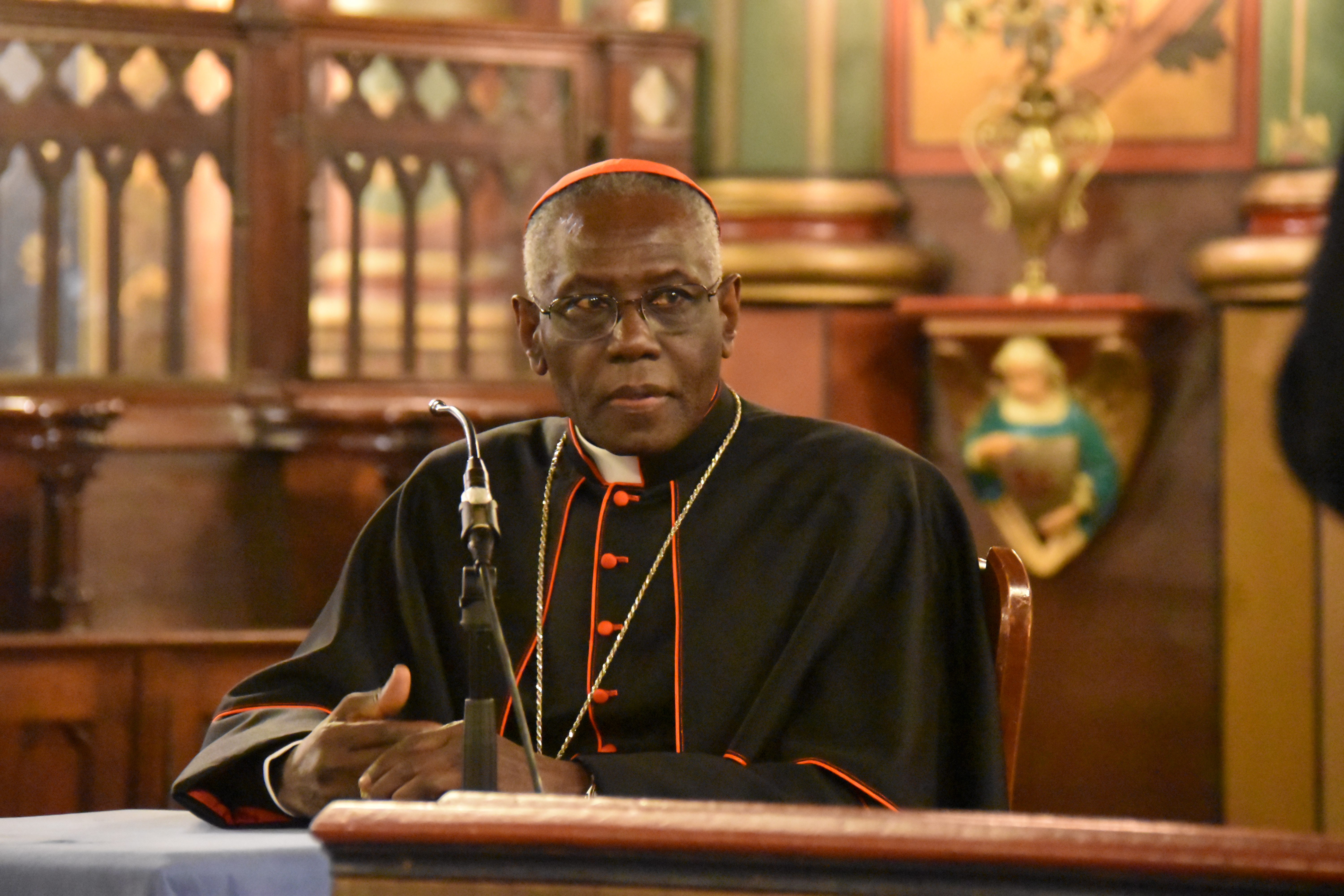
A kongregáció emeritus prefektusa, a guineai Robert Sarah bíboros

## Feladat- és jogköre
Az illetékessége (tiszteletben tartva a Hittani Kongregáció jogkörét) liturgikus téren kiterjed mindarra, ami az Apostoli Szentszékre tartozik a liturgia szabályozása, előmozdítása, valamint a szentségek terén. Gondoskodik a liturgikus szövegek (pl. miseszövegek, breviárium) összeállításáról, a liturgikus naptárak jóváhagyásáról, az új boldoggá vagy szentté avatottak ünnepének bevezetéséről. Felülvizsgálja a saját helyi vagy rendi (stb.) liturgikus könyveket, fordításokat. Foglalkozik az ereklyék, a védőszentek témakörével, adományozza a “basilica minor” címet. Felügyel a népi vallásos gyakorlatokra, valamint a kongregáció felelőssége a liturgikus előírások és a szentségi előírások ellenőrzése és betartatása. Ennek kétféle módon tesz eleget: rávilágít az előírások értelmére, ha ilyen felkérést kap; valamint felhívja a püspökök figyelmét bizonyos fontos és követendő szempontokra.
Szentségi téren az egyes szentségekkel kapcsolatos problémák tartoznak az Istentiszteleti és Szentségi Kongregációra, így pl. felmentések a szentelési szabálytalanságok és akadályok alól, a házasságkötési forma alól, a házasságok utólagos érvényesítése stb. Sajátos eljárásokat is folytat az el nem hált házasságok, az egyházi rend érvénytelen felvétele, valamint diakonátusból és újabban a papságból eredő kötelezettségek alóli felmentések (laicizálások) ügyében is. Ezen utóbbiak ellátására három speciális bizottság működik.

## Vezetése
| Fénykép | Név, beosztás                                | Országa            | Kinevezés dátuma |
| ------- | -------------------------------------------- | ------------------ | ---------------- |
|         | Arthur Roche érsek prefektus                 | Egyesült Királyság | 2021. május 27.  |
|         | Vittorio Francesco Viola O.F.M. érsek titkár | Olaszország        | 2021. május 27.  |
|         | Aurelio García Macías püspök segédtitkár     | Spanyolország      | 2021. május 27.  |

### Korábbi prefektusok
- Domenico Ferrata (1908-1914)
- Filippo Giustini (1914-1920)
- Michele Lega (1920-1935)
- Domenico Jorio (1935-1954)
- Benedetto Aloisi Masella (1954-1968)
- Francesco Carpino (1967. április 7. - 1967. június 26.)
- Francis James Brennan (1968)
- Antonio Samoré (1968-1974)
- James Knox (1974-1981)
- Giuseppe Casoria (1981-1984)
- Paul Mayer (1984-1988)
- Eduardo Martínez Somalo (1988-1992)
- Antonio María Javierre Ortas (1992-1996)
- Jorge Arturo Medina Estévez (1996-2002)
- Francis Arinze (2002-2008)
- Antonio Cañizares Llovera bíboros (2008. december 9. - 2014. október 14.)
- Robert Sarah bíboros (2014. november 23. - 2021. február 20.)

## Magyar érdekeltség
- 1984-91: az Istentiszteleti és Szentségi Kongregáció titkára volt Kada Lajos érsek

## Néhány dokumentuma
- Redemptionis Sacramentum - Néhány dologról, melyeket meg kell tartani vagy kerülni kell a legszentebb Eucharisztiával kapcsolatban (2004)
- Nyilatkozat a konszekrációnál használt "pro multis" kifejezés fordításáról[halott link] (2006)
- Eucharisticum Mysterium - Rendelkezés az Eukarisztia titkának megünnepléséről (1967)